# コーングルテンミール
コーングルテンミール または グルテンミール（グルーテンミール）はトウモロコシからデンプン（コーンスターチ）を製造する過程でできる副産物の一つ。

## 概要
コーングルテンミールは、コーンスターチの精製方法の一つであるコーンウエットミリングと呼ばれる食品工業技術の製造工程において発生する粉粒体のもの。製品は、蛋白質を主成分とし、ビタミン類・無機塩類・アミノ酸等を含んでいる。配合飼料、醸造調味料原料などに使用される。

## 主なメーカー
コーングルテンミールは、あくまでも主製品の製造過程でできる「副産物」であり、メーカーや各社工場によって、発生するその全量が商品として売られるとは限らず、自家消費されることもある。

### 日本
- 王子コーンスターチ
- 加藤化学
- 向後スターチ
- サンエイ糖化
- 三和澱粉工業
- 敷島スターチ
- 昭和産業
- 日本コーンスターチ
- 日本食品化工
- サナス
- J-オイルミルズ